# Diona Dimm
Diona Dimm je slovenska zabavnoglasbena skupina; igrajo predvsem alternativni rock.
Skupino sestavljajo Bojan Simončič, Ana Soklič in Gašper Kačar. Imela je sklenjeno 3 letno pogodbo s švedsko založbo TMC, ki je leta 2011 potekla. V okviru sodelovanja s to založbo je skupina pripravila album Drama Fatale, ki pa ni izšel, ampak je bil uporabljen le v promocijske namene.

## Nastopi na glasbenih festivalih

### EMA
- 2004: If You (Bojan Simončič, Gašper Kačar, Ana Soklič - Ana Soklič, Simona Franko - Bojan Simončič, Dalibor Sterniša) - 7. mesto (6 točk)
- 2007: Oče (Father) (Bojan Simončič, Ana Soklič, Gašper Kačar - Ana Soklič - Bojan Simončič, Gašper Kačar)